# Ein Satansweib
Ein Satansweib (Originaltitel: His Kind of Woman) ist ein in Schwarzweiß gedrehter Film noir von John Farrow aus dem Jahr 1951.

## Handlung
Nick Ferraro, ein ehemaliger New Yorker Gangsterboss, der des Landes verwiesen wurde, plant nach Jahren des unfreiwilligen Exils in die Vereinigten Staaten zurückzukehren. Zu diesem Zweck lässt er dem glücklosen kalifornischen Berufsspieler Dan Milner ein verlockendes Angebot machen: Für $50.000 soll Milner sich ein Jahr ins Ausland absetzen. Obwohl er keine weiteren Informationen erhält, akzeptiert Milner und bekommt die Anweisung, in das entlegene Luxusresort Morro’s Lodge auf der mexikanischen Halbinsel Baja California zu reisen und dort weitere Instruktionen abzuwarten. Der wahre Zweck seiner Reise wird Milner allerdings verschwiegen: Er soll in Mexiko ermordet werden, um Ferraro unter seiner Identität die Einreise in die USA zu ermöglichen.
Auf dem Weg nach Morro’s Lodge lernt Milner die attraktive reiche Erbin Lenore kennen, die sich ebenfalls auf dem Weg in das Resort befindet. Nach seiner Ankunft wird Milner klar, dass einige der Resortgäste etwas zu verbergen haben. Zunächst muss er zu seiner Enttäuschung erfahren, dass Lenore die Geliebte des bekannten Hollywood-Schauspielers Mark Cardigan ist, der in Morro’s Lodge einen Jagdurlaub verbringt. Am Abend belauscht Milner dann zufällig ein Gespräch, in dem sich zwei andere Gäste, der mysteriöse Autor Martin Krafft und ein gewisser Thompson, über einen Plan unterhalten, in dem auch Milner eine Rolle spielt. Als er die beiden darauf anspricht, gibt Thompson ihm $10,000 und informiert ihn darüber, dass jemand auf dem Weg zum Resort sei, um ihn zu treffen.
Milner verbringt die nächsten Tage damit zu warten und Lenore näher zu kommen, da Cardigan an ihr nur wenig Interesse zeigt. Als Cardigans Ehefrau und sein Manager im Resort auftauchen, gesteht Lenore, dass sie in Wirklichkeit arm ist und aus Berechnung hinter Milner her ist. Später lernt Milner an der Hotelbar Bill Lusk kennen, einen Undercover-Agenten der US-Einwanderungsbehörde, der ihn über Ferraro und dessen wahre Absichten aufklärt. Dabei erfährt Milner auch, dass Krafft in Wahrheit ein Schönheitschirurg ist, der Ferraro operieren soll, damit er Milner ähnlich sieht. Kurz darauf wird Lusk bei der Durchsuchung von Thompsons Zimmer von diesem ermordet.
Beim gemeinsamen Abendspaziergang am Strand stolpern Milner und Lenore über Lusks Leiche. Auf seinem Zimmer wird Milner dann von Thompson und zwei anderen Männern überwältigt, die ihn auf Ferraros Yacht bringen wollen, welche mittlerweile in der Bucht eingetroffen ist. Lenore beobachtet, wie Milner weggebracht wird, und holt Cardigan zu Hilfe. Am Strand trifft dieser auf Milner, dem zwischenzeitlich die Flucht gelungen ist. Während Cardigan die verfolgenden Gangster aus guter Deckung heraus in einen Schusswechsel verwickelt, schleicht sich Milner an Bord der Yacht, um mit Ferraro abzurechnen. Dabei wird er aber entdeckt und von Ferraros Leuten überwältigt.
Nachdem Cardigan zwei Gangster erschossen und Thompson gefangen genommen hat, stellt er ein Rettungsteam aus Resortgästen und mexikanischen Polizisten zusammen und entert mit diesem die Yacht. Während des entstehenden Kampfchaos kann sich Milner befreien und Ferraro erschießen. Zurück im Resort gibt Cardigan ein triumphierendes Presseinterview, während sich Milner und Lenore gegenseitig ihre Liebe bezeugen.

## Hintergrund
Der Film startete am 23. August 1951 in den Kinos der USA. In Deutschland kam er am 7. Juni 1952 in die Kinos.
Nach dem Ende der Dreharbeiten war Howard Hughes, Eigentümer der Filmproduktionsgesellschaft RKO Pictures, mit dem Ergebnis unzufrieden und beauftragte den Regisseur Richard Fleischer, das Ende des Films neu zu drehen. Schließlich entschied Hughes, den Film völlig überarbeiten zu lassen. Neue Szenen wurden eingefügt, die Rolle von Vincent Price stark erweitert und der Schauspieler Robert J. Wilke, der ursprünglich die Rolle des Nick Ferraro gespielt hatte, wurde durch Raymond Burr ersetzt. Aufgrund von Hughes’ Einmischung ist die Handlung des fertigen Films ziemlich verworren und verläuft sich gelegentlich in Nebensächlichkeiten.
Das spätere Sexsymbol Mamie Van Doren gab in diesem Film in einer kleinen Rolle ihr Debüt.

### Synchronisation
Die deutsche Synchronfassung entstand durch die RKO Synchron Abteilung in West-Berlin.
| Rolle                     | Darsteller        | Synchronsprecher      |
| ------------------------- | ----------------- | --------------------- |
| Dan Milner                | Robert Mitchum    | Carl Raddatz          |
| Lenore Brent              | Jane Russell      | Gisela Trowe          |
| Mark Cardigan             | Vincent Price     | Siegfried Schürenberg |
| Bill Lusk                 | Tim Holt          | Heinz Petruo          |
| Thompson                  | Charles McGraw    | Wolf Martini          |
| Helen Cardigan            | Marjorie Reynolds | Ethel Reschke         |
| Nick Ferraro              | Raymond Burr      | O. E. Hasse           |
| Myron Winton              | Jim Backus        | Paul Wagner           |
| Jose Morro, Resortmanager | Philip Van Zandt  | Hans A. Martens       |
| Gerald Hobson             | Carleton G. Young | Fritz Tillmann        |
| Radiosprecher             | N. N.             | Harry Giese           |
| Kapitän                   | Billy Nelson      | Heinz Giese           |

## Kritik
„Temporeicher, aber klischeebeladener Gangsterfilm mit sarkastischen Untertönen.“

„Was als viel versprechender Film noir anfängt, kippt in der Mitte in eine unbefriedigende Mischung aus brutaler Gangsterstory und Komödie.“

„Ein Satansweib ist ein unbändiger, geistreicher, von Kritikern und Historikern zu Unrecht vernachlässigter Film. Das grandiose Drehbuch enthält einige tolle sarkastische Dialoge voller Anspielungen.“